# Giuseppe Grassi (lessicografo)
Giuseppe Grassi (Torino, 30 novembre 1779 – Torino, 19 gennaio 1831) è stato un giornalista, lessicografo e letterato italiano.

## Biografia

### Giovinezza e teatro
Nacque a Torino da una famiglia di modeste condizioni economiche, dopo i primi studi nelle scuole pubbliche nel 1792 entrò nel seminario della sua città. Stando alle sue stesse parole, egli affermò di esserne uscito a causa dell'invasione francese del Piemonte, che portò alla chiusura del seminario. Per aiutare la famiglia, lavorò come garzone presso il libraio torinese Destefanis, sviluppando qui un certo interesse per la letteratura e per il teatro, di cui ammirava le opere del cuneese Camillo Federici e di Carlo Goldoni. Di quest'ultimo, Grassi recitò L'amante militare con una compagnia di amici nel teatro Ughetti di Torino. Grassi lavorò anche all'edizione del Teatro popolare inedito, pubblicata a Torino tra 1789 e 1800, di cui uscirono sei volumetti, nei quali si trovano sue brevi note critiche su singole pièces teatrali, siglate "G. G.".

### Amministrazione pubblica e attività giornalistica

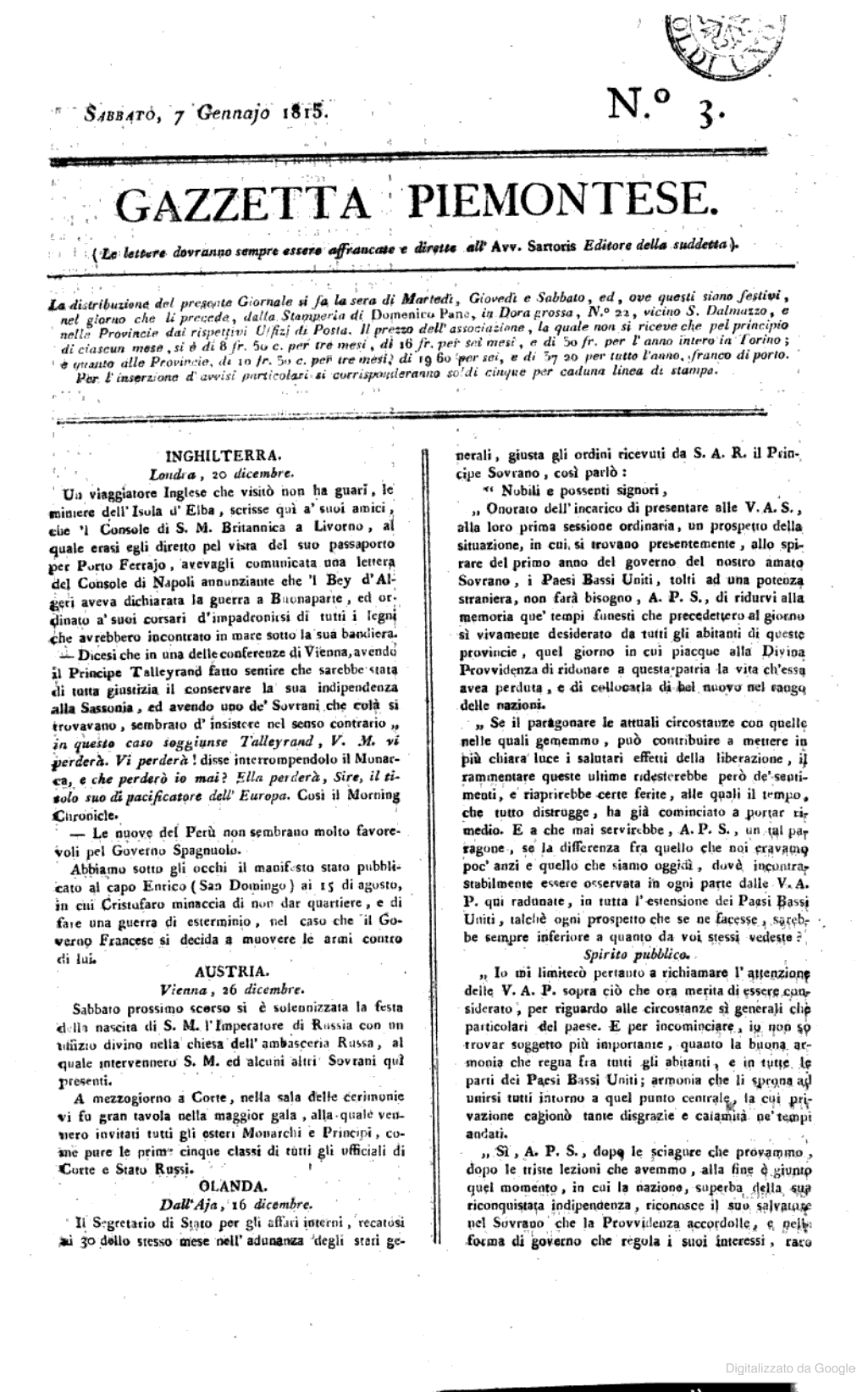
Terzo numero del 7 gennaio 1815 della nuova Gazzetta piemontese, diretta da Grassi

Lavorò poi nella pubblica amministrazione: fu segretario del consiglio di amministrazione della guardia nazionale di Torino e poi impiegato in prefettura, giungendo al grado di chef de bureau. A quest'impiego si lega l'Aperçu sur le commerce, l'industrie, les arts et les manifactures du Piemont  ("Anteprima sul commercio, l'industria, le arti e le manifatture del Piemonte") del 1811. Lo scritto non ebbe molto successo e vennero notati, come affermato da Giuseppe Manno, "alcuni errori di fatto […] lo deturpavano". Ma la sua principale risorsa economica fu l'attività giornalistica, intensa fin dagli anni napoleonici. Già in precedenza Grassi aveva dato vita a Torino a un giornale di breve durata, Frusta letteraria (1797), a imitazione di quella di Giuseppe Baretti. Scrisse per il più importante foglio d'informazione di quegli anni, stampato in francese, il Courrier de Turin, di cui fu co-direttore fino al 1814, e dopo la Restaurazione nella Gazzetta piemontese, che diresse.

### Letteratura
Nel 1813, ancora negli anni del governo francese, venne pubblicato l'Elogio storico del conte Giuseppe Angelo Saluzzo di Menusiglio, scienziato e fondatore dell'Accademia delle scienze di Torino, ricordato da Grassi stesso come suo "primo saggio" in italiano. L'Elogio ebbe una certa eco: ricevette recensioni positive da letterati dell'epoca come da Giovanni Paradisi, Luigi Lamberti, Vincenzo Monti, Ugo Foscolo e da Carlo Botta. Introdotto così nel mondo letterario, mantenne corrispondenza epistolare con uomini celebri, oltre ai già citati Foscolo (dal 1808 al 1822) e Monti, che già aveva avuto occasione di conoscere, quali Giovanni Bernardo De Rossi ed il giovane Giacomo Leopardi, di cui alcune lettere sono ritrovabili nel suo Epistolario. Nel 1814 un lungo viaggio per l'Italia lo portò a Firenze, dove lavorò al Dizionario militare e conobbe Giovanni Battista Niccolini, che più tardi lo mise in contatto con Giovan Pietro Vieusseux. Dopo la Restaurazione pubblicò (nel Calendario signorile per l'anno 1816, da lui curato) una descrizione delle Feste fattesi in Torino per l'arrivo di s.m. la regina nella sua capitale, e la collezione di tutte le poesie relative, stampate in detta città. Lo scritto fu gradito e aiutò a cancellare ogni eventuale ombra per le "modestissime cariche nella pubblica amministrazione" (come ebbe a dire) ricoperte nel periodo francese. 
Il 31 marzo 1816 fu eletto socio ordinario residente dell'Accademia delle scienze di Torino, nella classe di scienze morali, storiche e filologiche, insieme agli accademici Prospero Balbo, Giuseppe Vernazza e Giacinto Carena. Il 20 giugno 1822 fu nominato segretario pro tempore per la stessa classe, carica confermatagli il 16 giugno 1823, quando fu eletto con 10 voti su 11 contro Amedeo Peyron.

## Dizionario militare italiano

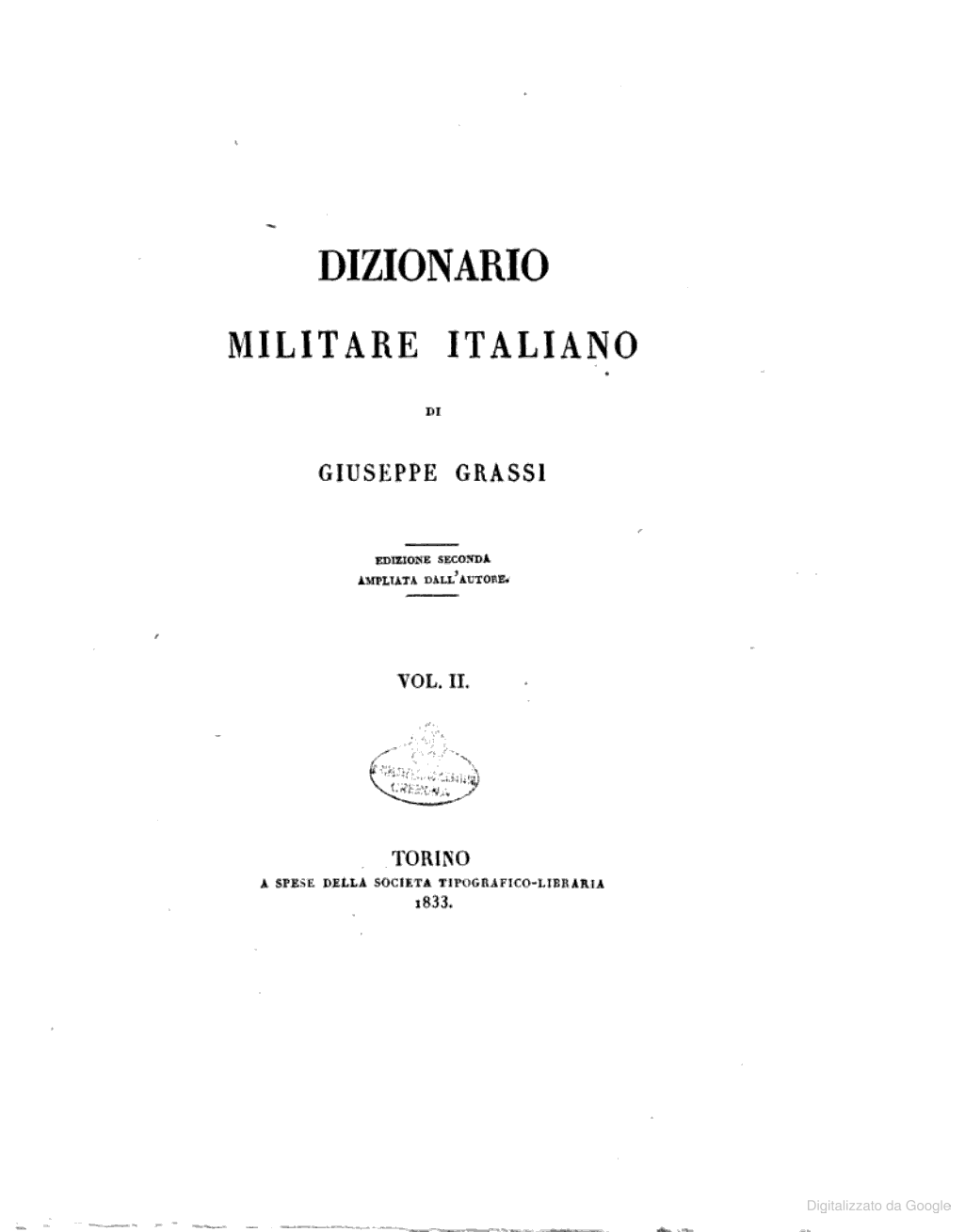
Frontespizio del secondo volume della seconda edizione del Dizionario militare italiano di Giuseppe Grassi, 1833

Risale al 1817, l'autore dichiarò più volte di averlo dato alla luce "sul finire del 1816", il lavoro più notevole di Grassi, ovvero il Dizionario militare italiano. Quest'opera filologica, nuova e originale, colmava una lacuna nella lessicografia italiana.
La prefazione (Ragione dell'opera) contiene elementi interessanti di attualità politica, con lodi per la scelta di Vittorio Emanuele I, tornato nei suoi Stati con la Restaurazione, di stabilire che gli ordini ai soldati fossero impartiti in italiano e non più in francese: il re aveva voluto "con saggio consiglio che l'armi sue, armi d'Italia, venissero da voci nazionali comandate". Ciò riflette l'influenza esercitata in Piemonte dal trattato Dell'uso e dei pregi della lingua italiana (1791) di Gian Francesco Galeani Napione, che aveva visto nell'italiano una difesa contro la Prima Repubblica francese e aveva invitato la monarchia sabauda a utilizzare la lingua per restituire al Piemonte la sua identità italiana. Il dizionario di Grassi è influenzato da queste idee, oltre che da sentimenti anti-francesi alfieriani. Nella citata Ragione dell'opera si afferma che "le armi, e le istituzioni militari debbono essere agli usi, ai costumi, alle passioni d'ogni nazione appropriate" (p. VII). Il Dizionario trae il lessico da voci del Vocabolario degli Accademici della Crusca e dagli autori canonici, ma anche da uno spoglio ampio degli scrittori bellici italiani, elencati in una tavola alfabetica. I termini raccolti riguardano l'armamento, le macchine, l'artiglieria, le truppe antiche e moderne, le divise, i cavalli, gli attrezzi da campo e pure usi, norme e abitudini (così le voci baffi, basetta, amnistia, anzianità di servizio). Entrano, accanto alle voci moderne "dell'uso" (a volte recenti, come i francesismi ambulanza per "ospedale da campo", avantreno, fucilare), voci obsolete e letterarie. Ogni lemma è affiancato dal corrispondente francese. Alla fine è posto un elenco alfabetico delle parole francesi, con il rinvio al lemma italiano. In una Lettera al direttore dell'Antologia, Grassi rispose alle critiche ricevute da ufficiali dell'esercito del Ducato di Parma e del Regno delle Due Sicilie. Il Dizionario, sul quale aveva continuato a lavorare , ebbe una riedizione postuma con aggiunte nel 1833, a Torino, in 4 volumi, curata da alcuni amici. Gli studi sulla lingua militare ebbero come frutto anche la pubblicazione delle opere di Raimondo Montecuccoli e una dissertazione presentata all'Accademia delle scienze nel dicembre 1819 su di una sua opera inedita rintracciata in un manoscritto milanese (Notizia intorno ad un'operetta inedita del principe Raimondo Montecuccoli).

## Lessicografia e studi
Dopo il Dizionario militare la specializzazione lessicografica di Grassi era ormai riconosciuta; Monti lo fece partecipare alla stesura della sua Proposta di alcune correzioni ed aggiunte al Vocabolario della Crusca diretta contro l'Accademia della Crusca e il purismo, nella quale fu pubblicato (siglato G.G.) un suo Parallelo dei tre vocabolari italiano, inglese e spagnolo. Questo saggio segna la sua maggiore presa di distanza del dal purismo. Confrontando le voci dei tre dizionari "nazionali", rivelava una buona conoscenza della lessicografia europea e su questa base criticava la tradizione italiana, invocando "una riforma del nostro vocabolario". Successivamente il Parallelo fu rimaneggiato e unito all'edizione 1827 del Saggio intorno ai sinonimi.

### Saggio intorno ai sinonimi
Il Saggio intorno ai sinonimi, pubblicato nel 1821, ebbe un notevole successo anche perché, pur essendo un'opera filologica, risultava adatto alla lettura continuata. Fu ristampato molte volte nel corso del Ottocento e del Novecento. Importante è l'edizione milanese del 1827 ("Decima edizione riveduta dall'autore ed accresciuta di nuovi articoli"), nella quale si trova una Lettera dell'autore ad un accademico della Crusca (Niccolini) che riassume il pensiero di Grassi in merito alla "questione della lingua". Il Saggio ottenne una menzione positiva da Niccolò Tommaseo, nella prefazione al suo ben più ampio Dizionario dei sinonimi, nello stesso capitolo decimo in cui stroncava senza pietà la Teorica dei sinonimi italiani del sacerdote Romani. L'interesse di Grassi per la sinonimia viene unito all'etimologia e la storia della parola, usate come principale aiuto nella comprensione del significato. Su questo rapporto tra uso e storia dei termini erano nate divergenze con Ferdinando Arborio Gattinara di Breme, che lo aveva esortato più volte allo studio dei sinonimi, consigliando però di dare più spazio alle sinonimia piuttosto che alle etimologie, perché solo le sinonimie permettono di comprendere "ciò che manchi o ridondi nell'uso". Per contro, nella prefazione al Saggio è dichiarato l'appello a "più alta ragione […] che quella dell'uso non è": tale "ragione" è l'origine dei termini, perché "la storia delle parole è pur quella de' fatti de' costumi e della civiltà d'una nazione". Storicismo romantico e razionalismo di taglio sincronico sono qui contrapporsi in un'opposta visione dello studio dei sinonimi. Per lo studio etimologico, vengono citati fra l'altro come modello Johann Christoph Adelung e Samuel Johnson, mentre non ci sono riferimenti nuova linguistica comparativa né al fondatore del Romanticismo, Friedrich Schlegel. Prese anche posizione a favore della lingua del Trecento, secolo di perfezione dell'"edifizio grammaticale della lingua". Posizione non assimilabile ai principi del purismo, ma non estranea a un certo conservatorismo.

### Altri studi
Pur specializzandosi nel campo lessicografico, egli non aveva abbandonato gli studi eruditi e di cultura generale, come dimostrano memorie presentate all'Accademia delle scienze su ricerche compiute in Sardegna, e un Elogio dell'accademico G.B. Piacenza, primo architetto civile di s. m., dedicato allo stesso Giovanni Battista Piacenza. Ma il Saggio intorno ai sinonimi della lingua italiana rimase la sua opera più celebre e ristampata, benché comprenda un numero molto limitato di parole e spesso dipenda da fonti francesi, riprendendo ampiamente voci dei Synonymes de la langue française di Grégoire Girard e Nicolas Beauzée.
La prefazione al Saggio suggerisce che Grassi stesse lavorando a una Storia della lingua italiana "che ancor manca all'Italia, e che non dispero di condurre quando che sia a buon termine". Accennarono all'opera anche Cesare Balbo e Giovanni Battista Zannoni, ma tuttavia non fu mai terminata a causa delle cattive condizioni di salute dell'autore. Sarebbe stato il primo libro esplicitamente e autonomamente dedicato a tale materia. Il manoscritto è conservato nella Biblioteca nazionale universitaria di Torino. Il testo mostra una speciale attenzione alle invasioni dei popoli "settentrionali", di cui parla con toni spesso accesi ("l'orrido governo degli stranieri") e che descrive con forte risentimento patriottico, proiettando su di esse un anti-germanesimo in cui sembra vibrare la passione risorgimentale ("il sacrificio della propria favella è gran segno di miseria e di schiavitù"). La conoscenza della linguistica coeva è dimostrata dal riferimento a François Just Marie Raynouard e alle Observations sur la littérature provençale di August Wilhelm von Schlegel: da queste fonti se ne trae la convinzione che le lingue germaniche abbiano mutato la struttura grammaticale del latino, ancor più del lessico. È dedicata anche una certa attenzione ai dialetti italiani e alla loro classificazione, cosa interessante e precoce, considerata l'epoca di queste ricerche.

## Patriottismo e ultimi anni
La passione patriottica espressa nelle opere linguistiche non si tradusse in coinvolgimento in trame cospirative in cui si avventurarono i suoi amici. È noto anzi il giudizio di Breme su Grassi, in una lettera al Pellico del 16 aprile 1820, in cui scrive che "Grassi è un vile!", verosimilmente derivato da una presa di distanze dalla politica di Grassi, che di fatto fece concludere l'amicizia tra i due, stretta da un decennio. Le posizioni moderate avvicinarono Grassi all'Antologia, per la quale nel 1828 ricorse alle sue conoscenze nel ministero degli Affari esteri per liberarla dagli impacci della censura, che ne impediva la circolazione in Piemonte.
Grassi rimase segretario della classe di scienze morali dell'Accademia torinese anche quando, nel 1823, fu colpito da malattia e cecità (i verbali dell'Accademia registrano la sua assenza alle riunioni dal novembre 1823 alla morte). Nel 1828 divenne socio corrispondente dell'Accademia della Crusca.
Morì a Torino il 19 gennaio 1831, come si legge nei verbali dell'Accademia delle scienze, nonostante venga spesso riportata la data del 22 gennaio.

## Opere
- Aperçu sur le commerce, l'industrie, les arts et les manifactures du Piemont, 1811.
- Elogio storico del conte Giuseppe Angelo Saluzzo di Menusiglio, 1813.
- Feste fattesi in Torino per l'arrivo di sua maestà la regina nella sua capitale, e la collezione di tutte le poesie relative, stampate in detta città, 1816.
- Dizionario militare italiano, 1817.
- Saggio intorno ai sinonimi della lingua italiana, 1821.
- Opere di Raimondo Montecuccoli, 1821.
- Ricerche storiche intorno alle armature scoperte nell'isola di Sardegna, 1822.
- Elogio dell'accademico Giuseppe Battista Piacenza, primo architetto civile di sua maestà, 1823.[2]